# Cenaspis aenigma
Cenaspis aenigma is een slang uit de familie toornslangachtigen (Colubridae) en de onderfamilie Dipsadinae.

## Naam en indeling
De wetenschappelijke naam van de soort werd voor het eerst voorgesteld door Jonathan A Campbell, Eric N. Smith, Alexander S. Hall in 2018. Het is de enige vertegenwoordiger van het monotypische geslacht Cenaspis.

## Ontdekkingsgeschiedenis
De slang is alleen bekend van een enkel exemplaar; het holotype. Deze werd niet bepaald zijn zijn natuurlijke habitat aangetroffen, maar in de maag van de koraalslang Micrurus nigrocinctus. De wetenschappelijke geslachtsnaam is hiervan afgeleid en betekent vrij vertaald 'maaltijd van een slang' (cena = maaltijd en aspis = slang. De soortaanduiding aenigma betekent 'mysterieus', omdat niets bekend is van de levenswijze en het gedrag van het dier.

## Verspreidingsgebied
De slang komt voor in delen van Midden-Amerika en leeft endemisch in Mexico, echter alleen in de deelstaat Chiapas.